# زخم شانه حوا
زخم شانه حوا فیلمی به کارگردانی و نویسندگی حسین قناعت محصول سال ۱۳۸۶ است.

## خلاصه داستان
در اسطورهٔ ایرانی، زن «زهره» است و «زهره» نگاهبان آتش خانه! یعنی زن به جامعهٔ ایرانی، از تاریخ اسطوره تا واقعیت جاری، به جان ایران، گرما و زندگی داده‌است. یکی از بارزترین جلوه‌های گرما و زندگی بخشی زن ایرانی، سالهای پایداری ملی در برابر تجاوز دشمنان ایران و ایرانی ست؛ یعنی سالهای دفاع مقدس! «زخم شانه حوا» روایتگر حماسه سازی، اسطوره پروری و در عین حال زخمهای پیدا و پنهان مادران سترگ ایران زمین در هشت سال دفاع مقدس است و نیز «زخم شانه حوا» می‌کوشد آینه‌ای روشن و شفاف-گرچه کوچک-در برابر روح بزرگ مادرانی باشد، که اگر نبود حماسهٔ مقاومت و البرز پایداری آنها، اکنون مام میهن در چنگال اهریمنان متجاوز، بدترین روزگار خود را سپری می‌کرد!

## بازیگران
- آهو خردمند..در نقش..ننه حسین
- هومن سیدی...........محمود
- زهیر یاری...........حجت
- مینا ساداتی...........روجا
- مالک حدپور سراج...........داود آواره
- علی سلیمانی...........مجید
- حسین عابدینی...........عباس
- آسیه ضیایی...........فرزانه
- محمدهادی دیباجی...........حسین
- سلیمه رنگزن...........خاله خدیجه
- نیره فراهانی...........خانم ساسانی
- نسرین نصرتی...........افسانه